# Рейли, Патрик
Сэр Патрик Рейли (англ. Patrick Reilly; 17 марта 1909, Ути, Индия — 6 октября 1999) — британский дипломат.
Рыцарь Великого Креста ордена Святых Михаила и Георгия (1968, рыцарь-командор 1957, кавалер 1949).

## Биография
Учился в колледже Винчестера и Нью-колледже Оксфорда (бакалавр, 1932).
На дипломатической службе с 1933 года.
В 1935—1938 годах третий секретарь посольства Великобритании в Тегеране.
В 1939—1942 годах работал в министерстве экономической войны.
В 1945—1948 годах первый секретарь, советник посольства Великобритании в Греции.
В 1950—1953 гг. возглавлял Объединённый разведывательный комитет.
В 1957—1960 годах посол Великобритании в СССР.
В 1965—1968 годах посол Великобритании во Франции.
После ухода в отставку в 1968 году, в 1969—1980 годах возглавлял банк Nationale de Paris (ранее British and French Bank).
Офицер ордена Британской империи (1942). Награждён орденом Почётного легиона (1979).
Почётная степень D.Litt. (Doctor of Letters) Университета Бата (Bath University).
Был женат с 1938 года на дочери сэра Перси Сайкса, после её смерти в 1984 году женился в 1987 году на вдове сэра Артура Норрингтона (Arthur Norrington).